# 41-й танковый корпус (вермахт)
41-й танковый корпус (нем. XXXXI. Panzerkorps) — оперативно-тактическое объединение сухопутных войск нацистской Германии в период Второй мировой войны. Сформирован 10 июля 1942 года из 41-го моторизованного корпуса.

## Боевой путь корпуса
В августе 1942 года — на Восточном фронте, в составе группы армий «Центр» (в районе Орла).
В декабре 1942 — январе 1943 — бои в районе Ржева.
В июле 1943 года — бои на северном фасе Курской дуги.
С августа 1943 года — в районе Бобруйска.
В июле 1944 года понёс сильные потери в ходе советского наступления в Белоруссии (операция «Багратион»). Корпус был отведён на переформирование.
С августа 1944 года — в Восточной Пруссии.

## Состав корпуса
В ноябре 1942:
- 205-я пехотная дивизия
- 330-я пехотная дивизия

В январе 1943:
- 52-я пехотная дивизия
- 246-я пехотная дивизия
- 8-я кавалерийская дивизия СС «Флориан Гайер»
- 2-я авиаполевая дивизия

В июле 1943:
- 18-я танковая дивизия
- 86-я пехотная дивизия
- 292-я пехотная дивизия

В марте 1944:
- 36-я моторизованная дивизия
- 134-я пехотная дивизия
- 253-я пехотная дивизия

## Командующие корпусом
- С 10 июля 1942 — генерал танковых войск Йозеф Харпе
- С 15 октября 1943 — генерал артиллерии Хельмут Вайдлинг
- С 19 апреля 1945 — генерал-лейтенант Рудольф Хольсте